# فرد هویل
سِر فرِد هویل (به انگلیسی: Fred Hoyle) (۲۴ ژوئن ۱۹۱۵ – ۲۰ اوت ۲۰۰۱) اخترشناس بریتانیایی بود که عمدتاً به خاطر دیدگاه‌هایش در رد نظریهٔ مِه‌بانگ (Big Bang) شهرت پیدا کرد.

## رد نظریهٔ مهبانگ
هویل، همراه با توماس گلد و هرمان باندی (که در جنگ جهانی دوم با آنها روی رادار کار کرده بود)، در سال 1948 شروع به استدلال برای جهانی با "حالت پایدار" کردند و آن را فرموله کردند. این نظریه سعی کرد توضیح دهد که چگونه جهان می‌تواند ازلی و تغییرناپذیر باشد در حالی که هنوز کهکشان‌هایی که مشاهده می‌کنیم در حال دور شدن از یکدیگر هستند. این نظریه به ایجاد ماده بین کهکشان‌ها در طول زمان بستگی داشت، یعنی هرچند کهکشان‌ها از هم دورتر می‌شوند، کهکشان‌های جدیدی که بین آنها ایجاد می‌شود، فضای میانی را پر می‌کند. جهان حاصل در «وضعیت ثابت» است، به همان شکلی که یک رودخانه جاری است - تک تک مولکول‌های آب در حال دور شدن هستند، اما رودخانه کلی ثابت می‌ماند. 

## کتاب‌های علمی-تخیلی
احتمالاً جالب‌ترین اثر علمی-تخیلی وی نخستین رمان او با نام ابر تاریک است که در آن مشخص می‌گردد که باهوش‌ترین شکل حیات در جهان، ابرهای میان‌ستاره‌ای هستند که از این‌که مطلع می‌شوند حیات بر روی سیارات امکان‌پذیر است شگفت‌زده می‌شوند.

## رد نظریهٔ تکامل بر زمین
او خود را یک خداناباور می‌دانست اما موافق نظریهٔ تشکیل حیات بر روی زمین و نظریهٔ سوپ بنیادین نبود. او احتمال تصادفی در کنار هم قرار گرفتنِ آنزیم‌ها حتی برای ساده‌ترین سلول را ۱ در ۱۰ به توانِ ۴۰٬۰۰۰ حساب کرد و احتمال تشکیل حیات از نوع بالاتر بدون در نظر گرفتن پان‌اسپرمیا را برابر با احتمال ساخته‌شدن یک هواپیمای بوئینگ ۷۴۷ با تمامی ابزارها و تسهیلات داخل آن بر اثر وزیدن گردبادی در یک زباله‌دانی دانست. او به وجود آمدن حیات بر روی زمین را رد کرد و معتقد به پان‌اسپرمیا بود که منشأ حیات را زمین نمی‌داند و حیات را درست‌شده در کهکشان و منتقل‌شده به زمین می‌داند.